# Etwii

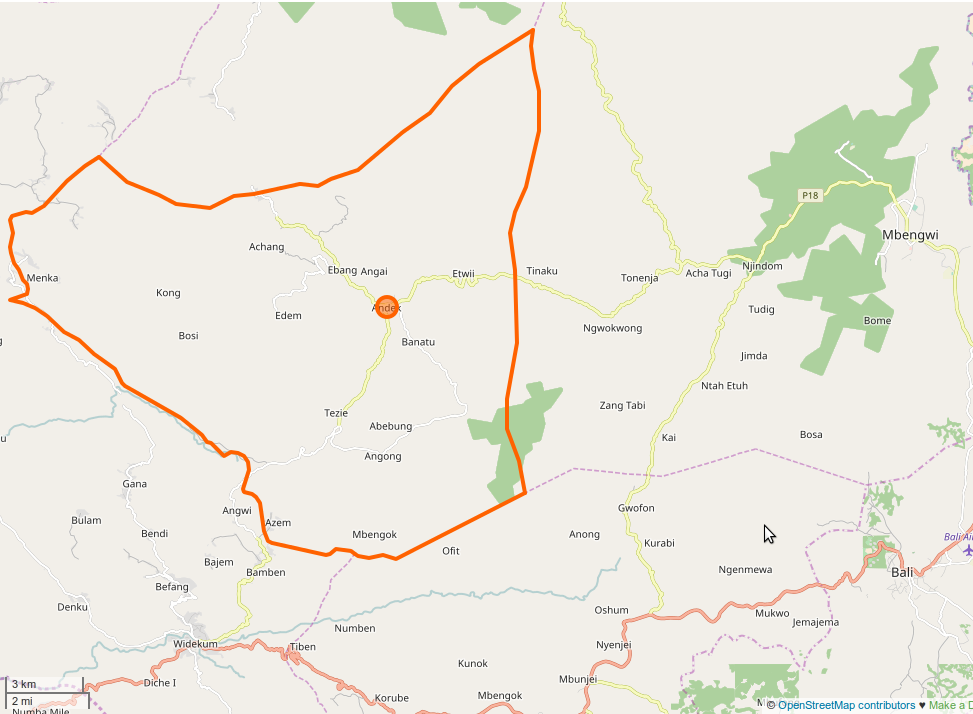
Localisation entre Andek et Mbengwi.

Etwii est un village du Cameroun situé dans l’arrondissement d’Andek-Ngie, dans le département de Momo et dans la Région du Nord-Ouest.

## Climat
Etwii possède un climat de savane avec hiver sec. La température moyenne annuelle est de 26,1 °C et les précipitations moyennes annuelles sont de 1 534,4 mm.

## Population
Lors du recensement de 2005, on a dénombré 1 753 habitants à Etwii, dont 828 hommes et 925 femmes.